# Edward Madejski
Edward Dominik Jerzy Madejski (Krakkó, 1914. augusztus 11. – Bytom, 1996. február 15.), lengyel válogatott labdarúgó.
A lengyel válogatott tagjaként részt vett az 1936. évi nyári olimpiai játékokon és az 1938-as világbajnokságon.

## Pályafutása

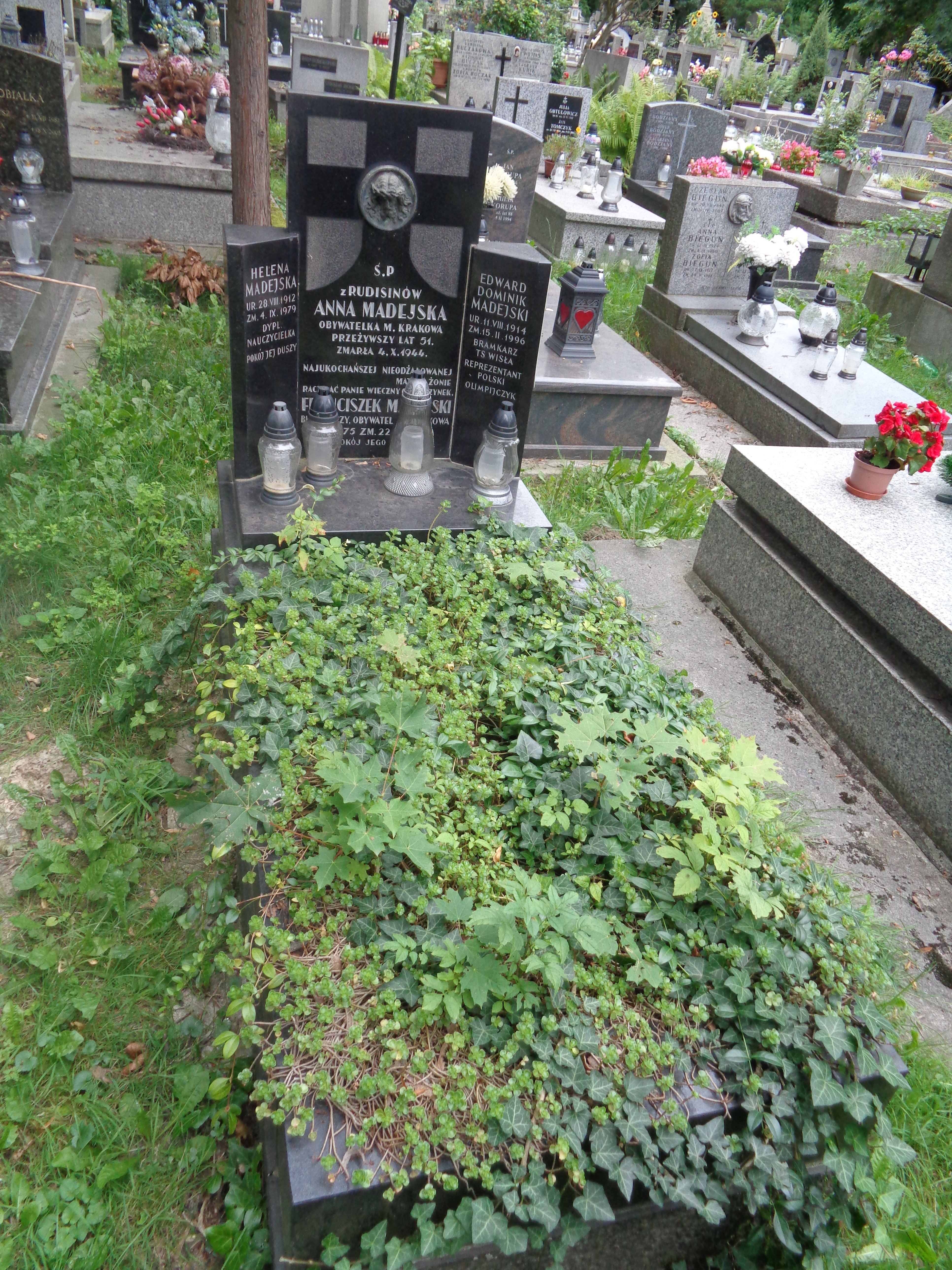
Sírja a Rakowicki temetőben

### Klubcsapatokban
A pályafutása nagy részében a Wisła Kraków kapusa volt. A második világháború alatt illegális futballtornákon játszott (Lengyelországban minden sportágat betiltottak a német hatóságok), a Gestapo letartóztatta, és több hónapot töltött a halálsoron. A háború után egy ideig a Polonia Bytomban játszott, ahol 1949-ben fejezte be pályafutását.

### A válogatottban
A lengyel válogatottban 11 mérkőzésen védett. 1936. szeptember 6-án debütált Belgrádban Jugoszlávia ellen. Az 1936. évi berlini nyári olimpián is tagja volt a lengyel válogatottnak, de nem lépett pályára. Játszott az 1938-as franciaországi világbajnokságon, többek között a Brazília elleni híres meccsen, amely 5–6-os eredménnyel zárult. A világbajnokság idején hivatalosan egyetlen klubban sem szerepelt: a Wisła Krakówból a  Garbarnia Cracoviába való átigazolásával kapcsolatos botrány miatt. Az utolsó mérkőzése 1938. november 13-án Dublinban volt, ekkor Írország ellen játszottak.

### További sorsa
1954-ben diplomázott a krakkói Bányászati és Kohászati Akadémián, ahol okleveles vegyészmérnök lett. 1956-ban hamis feljelentés alapján kémkedés vádjával letartóztatták, három évet töltött börtönben. Rehabilitálták, de a börtönben eltöltött idő aláásta az egészségét. A krakkói Rakowicki temetőben temették el.

## Fordítás
- Ez a szócikk részben vagy egészben  az   Edward Madejski című angol Wikipédia-szócikk ezen változatának fordításán alapul.  Az eredeti cikk szerkesztőit annak laptörténete sorolja fel. Ez a jelzés csupán a megfogalmazás eredetét és a szerzői jogokat jelzi, nem szolgál a cikkben szereplő információk forrásmegjelöléseként.